# クラッシュ・ザ・タンカー/流出危機
『クラッシュ・ザ・タンカー/流出危機』（りゅうしゅつきき、Dead Ahead: The Exxon Valdez Disaster）は、1989年に発生したエクソンバルディーズ号原油流出事故を描いた1992年のアメリカ合衆国のドラマテレビ映画。ジョン・ハード、クリストファー・ロイド、マーク・メトカーフ、ボブ・ガントン、マイケル・マーフィー、リップ・トーン出演。

## ストーリー
1989年3月23日木曜日、アリエスカ・パイプラインを出港した原油タンカーの「エクソン・ヴァルディーズ号」は、ジョセフ・ヘイゼルウッド船長の指揮の元で流氷を避けるため航路を外れて航行していた。だが乗船前に飲酒したため眠気をもよおしてきたヘイゼルウッド船長は、三等航海士に自動操縦へ切り替えさせた後彼に舵を任せて自室に行く。その後流氷が流れていることを考慮したチーフは舵を手動に切り替える。しかし左舷前方に見えなければいけない航路を示すブイが右舷前方にあることを知らされたチーフは、船長に報告して氷山を回避しながら航路に戻ろうとするがなかなか航路に入れなかった。直後水深が浅くなっていくのを計器で確認したチーフが暗礁地帯を発見し三等航海士に慌てて舵を切らせるが間に合わず、日付が変わり3月24日の聖金曜日になった頃ヴァルディーズ号は座礁して積んでいた原油が急激に海に流出してしまう。
事故の報告を受けたアラスカ環境保護局のヴァルディーズ支部長であるダン・ローンは、沿岸警備隊のヴァルディーズ支部を訪れて海軍中佐のスティーヴ・マッコールから事故の概要について話を聞き、沿岸警備隊の船で現場の視察に行くことにする。テキサス州ヒューストンの自宅にいたエクソン・シッピングの社長のフランク・アイアロッシはエクソン・ヴァルディーズ座礁の連絡を聞き、事故の詳細な情報を調べるよう各方面に指示してアラスカ州に飛ぶ。船で座礁現場近くまで来たローンは、調査のためビデオカメラで船体の状態と海面に流れ出た原油の様子を撮影する。そしてヴァルディーズ号に乗り込んだローンと沿岸警備隊は、手分けして船の内部を調べる。するとまだ大量の原油が海に流出していることを知ったローンは、アリエスカの責任者に連絡して原油の流出を止める緊急対応を行っていないことを責める。アリエスカ・パイプラインの社長のジョージ・M・ネルソンに電話したアイアロッシ社長は、アリエスカ協定で原油流出事故の責任はオーナー会社のエクソンにあると伝えられ、善処することを約束して到着するまではアリエスカの方で対処してくれるよう頼む。一方アリエスカ・パイプラインには特殊車両を使える人間がいないためとても非効率な作業状態が続いていた。
アリエスカの対応が後手に回るなか、ローンはアラスカ州知事のスティーヴ・カウパーに過去のアリエスカの対応を持ち出して今ある機材で原油の回収をさせてもらうよう頼んでいた。アラスカ州に到着したアイアロッシ社長は、部下から事故当時ヘイゼルウッド船長がブリッジにいなかったことを聞かされ憤る。その後ヴァルディーズの住民たちの前で謝罪とこれからの対処を約束するが、住民から次々に質問を浴びせられる。その様子をラジオで聞いていた漁師のリック・スタイナーたちは、アリエスカの対応に不満を抱き始めていた。会見の後でアイアロッシ社長は処理剤が使用できるかどうか調べるよう部下に指示する。原油回収の準備をしていたローンは、アラスカ環境保護局に戻って上司のラリー・ディトリクと局長のデニス・ケルソ、法律顧問のミシェル・ブラウンと今後の対応について話し合う。

## キャスト
| 役名                         | 俳優                   | 日本語吹替 |
| ---------------------------- | ---------------------- | ---------- |
| ダン・ローン                 | ジョン・ハード         | 江原正士   |
| フランク・アイアロッシ       | クリストファー・ロイド | 神谷和夫   |
| ドン・コルネット             | ロン・フレイジャー     | 後藤哲夫   |
| スティーヴ・マッコール       | ポール・ギルフォイル   | 水野龍司   |
| ラリー・ディトリク           | ボブ・ガントン         | 宝亀克寿   |
| デニス・ケルソ               | マーク・メトカーフ     | 松本大     |
| リック・スタイナー           | デヴィッド・モース     | 田中正彦   |
| ジャック・ラム               | ティモシー・ウェッバー | 柳沢栄治   |
| クレイグ・ラシニエ           | レマク・ラムゼイ       | 小山武宏   |
| サム・スキナー               | ケネス・ウェルシュ     | 梅津秀行   |
| ビリー・ライリー             | マイケル・マーフィー   | 小山武宏   |
| ポール・ヨスト提督           | リップ・トーン         | 城山堅     |
| ビル・スティーヴンス         | ドン・S・デイヴィス    | 辻親八     |
| スティーヴ・カウパー州知事   | ブルース・グレイ       | 城山堅     |
| ミシェル・ブラウン           | ジョー・ベイツ         | 幸田夏穂   |
| マイク・フォックス           | ロックリン・マンロー   |            |
| ゴードン・リンドブロム       | マルコム・スチュワート |            |
| ジョセフ・ヘイゼルウッド船長 | ジャクソン・デイヴィス | 辻親八     |

## スタッフ
- 監督：ポール・シード（英語版）
- 脚本：マイケル・ベイカー
- リサーチ：マイケル・ベイカー、ボブ・ダッフィールド
- 製作：ジョン・スミッソン（英語版）、デヴィッド・M・トンプソン（英語版）
- 製作総指揮：リチャード・ブローク、コリン・カレンダー（英語版）、レスリー・ウッドヘッド（英語版）
- 撮影監督：イアン・パンター
- プロダクションデザイナー：グレアム・マーレイ
- 編集：デヴィッド・キング
- 衣裳デザイン：ラリー・S・ウェルズ
- 音楽：デヴィッド・ファーガソン